# Chimoré
Chimoré è un comune (municipio in spagnolo) della Bolivia nella provincia di Carrasco (dipartimento di Cochabamba) con 24.331 abitanti (dato 2010).

## Cantoni
Il comune è composto dall'unico cantone omonimo.